# Færøerne.dk
Færøerne.dk er en dansk dokumentarfilm fra 2003, der er instrueret af Ulla Boje Rasmussen.

## Handling
Færøerne ved årtusindskiftet. En gruppe politikere og embedsmænd rejser til København for at få den danske regerings accept af den køreplan, de har lagt for vejen frem mod Færøernes selvstændighed. Traktatudkastet skulle gerne ende med et forlig, så en folkeafstemning kan afholdes på Færøerne. Men i Danmark bliver det færøske landsstyre modtaget af en velforberedt dansk statsminister, Poul Nyrup Rasmussen, der ikke har tænkt sig at være den politiker, der bryder 600 års rigsfællesskab. Et politisk drama blotlægges, mens filmen tager fat om selvstændighedsproblematikken og magtforholdet mellem Danmark og Færøerne i de hårde forhandlinger.